# Cueta schamona
Cueta schamona är en insektsart som beskrevs av Hölzel 1970. Cueta schamona ingår i släktet Cueta och familjen myrlejonsländor. Inga underarter finns listade i Catalogue of Life.